# 21655 Niklauswirth
21655 Niklauswirth (1999 PC1) là một tiểu hành tinh vành đai chính được phát hiện ngày 8 tháng 8 năm 1999 bởi L. Sarounová ở Ondrejov. The name refers to the influential Swiss computer scientist Niklaus Wirth.